# Basilichthys semotilus
Basilichthys semotilus är en fiskart som först beskrevs av Cope, 1874.  Basilichthys semotilus ingår i släktet Basilichthys och familjen Atherinopsidae. IUCN kategoriserar arten globalt som livskraftig. Inga underarter finns listade.